# Jettin'
「Jettin'」（ジェッティン）は、THE JET BOY BANGERZ from EXILE TRIBEの1枚目のシングル。2023年8月23日にソニー・ミュージックアソシエイテッドレコーズから発売。

## 概要
THE JET BOY BANGERZ from EXILE TRIBEのデビュー・シングル。DVD付初回生産限定盤と通常盤の2形態で発売。
カップリング曲にオーディション『iCON Z 〜Dreams For Children〜』男性部門の第二章課題曲「RAGING BULL」を収録。
表題曲「Jettin'」のミュージックビデオは、久保茂昭が監督を務めている。初回生産限定盤付属のDVDに「Jettin'」のミュージックビデオとメイキングムービーが収録された。

## メディアでの使用
Jettin'
フジテレビ系『Love music』2023年8月度エンディングテーマ
Alpen FUKUOKAオープンセールCM曲

## 収録曲

### CD
1. Jettin'
作詞：SHOKICHI,Yohei
作曲：Zaydro,Yu-ki Kokubo,June
編曲：Zaydro
2. RAGING BULL
作詞：SHOKICHI,Hi-yunk
作曲：SHOKICHI,Hi-yunk,ALAN SHIRAHAMA,SLAY
編曲：SLAY

### DVD
1. Jettin' - Music Video -
2. Jettin' - Music Video Making Movie -